# Iudex iuxta alligata et probata iudicare debet
"Iudex iuxta alligata et probata iudicare debet" (alla lettera: 'il giudice deve giudicare secondo quanto allegato e provato') è un brocardo che esprime un principio, risalente al diritto romano, applicato anche negli ordinamenti giuridici odierni, corollario del più generale principio dispositivo. Spesso viene citato nella forma abbreviata "iuxta alligata et probata". Ha un significato analogo al brocardo "quod non est in actis non est in mundo".
Il brocardo compendia due principi: l'uno vieta al giudice di fondare la sua decisione su fatti diversi da quelli che le parti hanno allegato ("iudex iuxta alligata iudicare debet"), essendo l'allegazione l'atto con il quale la parte introduce in giudizio un fatto ponendo la sua sussistenza o insussistenza; l'altro principio vieta al giudice di fondare la sua decisione su mezzi di prova diversi da quelli proposti dalle parti ("iudex iuxta probata iudicare debet"). Il primo è riconducibile al principio dispositivo in senso proprio (o materiale o sostanziale), mentre il secondo è il principio dispositivo in senso improprio (o formale o processuale), detto anche principio di disponibilità delle prove.
Il principio dispositivo pervade il processo civile nella generalità degli ordinamenti non comunisti, anche se può subire deroghe più o meno estese per determinati procedimenti speciali. Quanto al processo penale, il principio espresso dal brocardo opera laddove viene adottato il sistema accusatorio, nel quale sono solo le parti, e non il giudice, ad introdurre nel processo i fatti e le relative prove. Laddove, invece, viene adottato il sistema inquisitorio, il giudice, fondendo il suo ruolo con quello dell'accusatore, partecipa attivamente all'introduzione dei fatti e delle prove, sicché non è vincolato a quanto allegato e provato dalle parti.
Nell'ordinamento italiano il principio è enunciato nell'art. 115 del Codice di procedura civile secondo il quale: "Salvi i casi previsti dalla legge, il giudice deve porre a fondamento della decisione le prove proposte dalle parti o dal pubblico ministero.
Può tuttavia, senza bisogno di prova, porre a fondamento della decisione le nozioni di fatto che rientrano nella comune esperienza". Il principio vige anche nel processo penale italiano, ora ispirato al sistema accusatorio.